# Maquis de Bir Hacheim
Der Maquis de Bir Hacheim war eine 1943 von Claude Bonnier im Département Charente gegründete Widerstandsgruppe der Résistance. Der Name ist eine Hommage an die Schlacht von Bir Hakeim.

## Anfangszeit
Nach einem missglückten Fallschirmabsprung bei Taponnat, der mehr als dreißig Widerstandskämpfern das Leben kostete, kam es in Westfrankreich zu mehreren Verhaftungen, darunter auch von André Grandclément, dem Chef der Zone B (Bordeaux). Infolgedessen gründeten André Chabanne, Guy Pascaud und Hélène Nebout (genannt chef Luc) eine erste Widerstandsgruppe in der Gegend von Chasseneuil.
René Chabasse, der als Leiter der Luftoperationen nach Charente zurückkehrte, organisierte in einer Flussschleife der Charente zwischen Vibrac und Angeac-Charente eine Landezone und empfing dort am 1. April 1943 die benötigten Waffen für die Maquis in Chasseneuil sowie in Saint-André bei Cognac. Chabasse wurde am 21. Februar 1944 in Angoulême festgenommen und nach einem Fluchtversuch von einem deutschen Soldaten auf offener Straße erschossen.

## Gründung und Mitgliedschaft in der Armée secrète
Claude Bonnier übernahm die Reorganisierung der Region B und vereinigte im Oktober 1943 die verschiedenen Maquis aus Charente unter dem Namen Maquis de Bir Hacheim. Durch Mitgliedschaft in der Armée secrète erhielt der Maquis Hilfsgelder und konnte sich wenig später durch sogenannte „Befreiungsanleihen“ selbst finanzieren. 
Im März 1944 wurde Guy Pascaud (genannt You) festgenommen und deportiert, chef Luc konnte entfliehen, André Chabanne (genannt Blanqui) setzte die Organisation der Operationen fort.

## Bilanz der Operationen
Zusätzlich zu den gelieferten Hinweisen, die die Bombardierung des Angoulêmer Bahnhofs und des Flughafens Cognac-Châteaubernard ermöglichten, gab es vielfältige eigene Aktionen: Raymond Troussard zählt mehr als 100 zerstörte Fahrzeuge, tausend außer Gefecht gesetzte Deutsche und mehrere versperrte Straßen und Eisenbahnstrecken auf, die einen Teil der deutschen Armee daran gehindert haben, die Front in der Normandie zu erreichen.
Ende August 1944 erreichte der Maquis Angoulême und beteiligte sich in der Nacht vom 31. August auf den 1. September an der Befreiung der Stadt.
Anschließend schlossen sich 1800 Männer des Maquis de Bir Hacheim der Armee unter dem Kommando von General Larminat an und kämpften bis zur Kapitulation der Wehrmacht am 8. Mai 1945 bei der Befreiung der Städte Royan und La Rochelle mit. Zwischen 100 und 500 Männer überlebten die Kämpfe.
Zu Ehren des Maquis de Bir Hacheim und in Andenken an die Befreiung von Charente entstand in der Gemeinde Chasseneuil-sur-Bonnieure das Mémorial de la Résistance. Viele der Gefallenen liegen dort begraben.